# 세산초등학교
세산초등학교는 대한민국 부산광역시 강서구에 있었던 공립 초등학교이다.

## 학교 연혁
- 1946.12.15 세산초등학교로 설립 개교
- 1982.03.01 병설유치원 개원
- 1991.02.17 8개교실 개축(2층 완공)
- 1994.03.01 녹산분교장 편입
- 1995.03.01 6학급 편성
- 1996.03.01 세산초등학교로 개칭
- 2004.02.18 제58회 25명 졸업(총 3,520명)
- 2004.03.01 7학급 편성(특수반 포함)
- 2005.02.18 제54회 21명 졸업 ( 총 3,541명)
- 2005.03.01 녹산초등학교 1학급 편성 ( 통합수업실시)
- 2005.09.01 제21대 최병무 교장 취임
- 2007.02.20 제56회 13명 졸업(총 3,572명)
- 2010.03.01 녹산분교장 통폐합
- 2015.03.01 녹산분교장이 녹산초등학교로 재개교, 세산초등학교 폐교